# Слабцовка
Слабцовка — деревня в Ачинском районе Красноярского края России. Входит в состав Причулымского сельсовета. Находится примерно в 31 км к северо-западу от районного центра, города Ачинск, на высоте 222 метров над уровнем моря.

## Население
| 1989 | 2002 | 2010 |
| ---- | ---- | ---- |
| 41   | ↗43  | ↘19  |

Гендерный состав
По данным Всероссийской переписи населения 2010 года 9 мужчин и 10 женщин из 19 чел.

## Улицы
Уличная сеть деревни состоит из 3 улиц.